# Scheldecross
Le Scheldecross est une course de cyclo-cross organisée à Anvers, en Belgique. Créée en 2006 l'épreuve est une manche du Trophée des AP Assurances (ex Trophée Banque Bpost) de 2015 à 2020, puis une manche de la Coupe du monde de cyclo-cross par la suite. L'édition 2021 est annulée, en raison de la pandémie de Covid-19.

## Palmarès

### Hommes élites
| Année | Vainqueur            | Deuxième             | Troisième              |
| ----- | -------------------- | -------------------- | ---------------------- |
| 2006  | Sven Nys             | Niels Albert         | Sven Vanthourenhout    |
| 2007  | Niels Albert         | Erwin Vervecken      | Zdeněk Štybar          |
| 2007  | Radomír Šimůnek      | Richard Groenendaal  | Bart Wellens           |
| 2008  | Thijs Al             | Klaas Vantornout     | Radomír Šimůnek        |
| 2009  | Sven Nys             | Tom Meeusen          | Zdeněk Štybar          |
| 2010  | Radomír Šimůnek      | Sven Vanthourenhout  | Bart Aernouts          |
| 2011  | Sven Nys             | Tom Meeusen          | Dieter Vanthourenhout  |
| 2012  | Kevin Pauwels        | Sven Nys             | Niels Albert           |
| 2013  | Niels Albert         | Mathieu van der Poel | Philipp Walsleben      |
| 2014  | Mathieu van der Poel | Laurens Sweeck       | Tom Meeusen            |
| 2015  | Wout van Aert        | Mathieu van der Poel | Lars van der Haar      |
| 2016  | Mathieu van der Poel | Wout van Aert        | Kevin Pauwels          |
| 2017  | Mathieu van der Poel | Wout van Aert        | Laurens Sweeck         |
| 2018  | Mathieu van der Poel | Wout van Aert        | Toon Aerts             |
| 2020  | Mathieu van der Poel | Eli Iserbyt          | Tom Pidcock            |
| 2021  | annulé               | annulé               | annulé                 |
| 2022  | Mathieu van der Poel | Wout van Aert        | Michael Vanthourenhout |
| 2023  | Mathieu van der Poel | Wout van Aert        | Eli Iserbyt            |
| 2024  | Eli Iserbyt          | Laurens Sweeck       | Michael Vanthourenhout |

### Femmes élites
| Année | Vainqueur            | Deuxième          | Troisième          |
| ----- | -------------------- | ----------------- | ------------------ |
| 2006  | Kathy Ingels         | Helen Wyman       | Barbara Howe       |
| 2007  | Marianne Vos         | Reza Hormes       | Veerle Ingels      |
| 2007  | Daphny van den Brand | Hanka Kupfernagel | Reza Hormes        |
| 2008  | Hanka Kupfernagel    | Marianne Vos      | Sanne Cant         |
| 2009  | Daphny van den Brand | Sanne Cant        | Sanne van Paassen  |
| 2010  | Hanka Kupfernagel    | Marianne Vos      | Sanne Cant         |
| 2011  | Katie Compton        | Sanne Cant        | Sophie de Boer     |
| 2012  | Katie Compton        | Nikki Harris      | Sanne Cant         |
| 2013  | Katie Compton        | Sanne Cant        | Nikki Harris       |
| 2014  | Sanne Cant           | Ellen Van Loy     | Loes Sels          |
| 2015  | Sanne Cant           | Helen Wyman       | Sophie de Boer     |
| 2016  | Sanne Cant           | Sophie de Boer    | Kateřina Nash      |
| 2017  | Sanne Cant           | Katherine Compton | Helen Wyman        |
| 2018  | Denise Betsema       | Lucinda Brand     | Laura Verdonschot  |
| 2020  | Denise Betsema       | Lucinda Brand     | Annemarie Worst    |
| 2021  | annulé               | annulé            | annulé             |
| 2022  | Fem van Empel        | Puck Pieterse     | Shirin van Anrooij |
| 2023  | Fem van Empel        | Lucinda Brand     | Puck Pieterse      |
| 2024  | Fem van Empel        | Lucinda Brand     | Marie Schreiber    |